# Hector Boece
Hector Boece (alternativt Hector Boyce och Hector Boethius) (1465-1536), var en skotsk historiker.
Hector Boece kom från Dundee, men studerade vid universitetet i Paris, där han lärde känna Erasmus av Rotterdam. 1497 utsågs han till professor i filosofi vid universitetet. 1500 lämnade han dock Paris för att installeras som förste rektor vid det nyinstiftade universitetet i Aberdeen.  William Elphinstone, som grundat universitetet med auktoritet av en påvlig bulla skriven av Alexander IV, samarbetare nära med honom. Boece höll föreläsningar där i medicin och religion.
Vid sidan av sin insats i bildandet av universitetet, är Boece känd som författare till två böcker, en biografi och en historiebok. 1522 trycktes hans Vitae Episcoporum Murthlacensium et Aberdonensium (Biskoparnas i Murthlack och Aberdeen liv), och 1527 sjuttonbandsverket Historia Gentis Scotorum (Det skotska folkets historia) i anslutning till att Jakob III av Skottland uppsteg på tronen. Den senare boken är han mest berömd för. Det är det andra akademiska verket som någonsin skrivits om ämnet.
Verket översattes till skotska av John Bellenden 1536, och den blev tillgänglig på engelska genom att den ingår i Raphael Holinsheds Chronicles of England, Scotland, and Ireland. Därigenom blev Boeces historia stoff som användes av William Shakespeare till dramat Macbeth.
1530 skrevs ett tillägg till Historia Gentis Scotorum av Giovanni Ferrerio, på uppdrag av biskop Robert Reid av Kinloss.
Boece blev 1534 utsedd till rektor av Fyvie, och avled i Aberdeen två år senare.